# Željko Ljubenović
Željko Ljubenović, cyr. Жељко Љубеновић (ur. 9 lipca 1981 w Belgradzie) – serbski piłkarz grający na pozycji pomocnika.

## Kariera piłkarska

### Kariera klubowa
Wychowanek klubów FK Partizan i OFK Beograd. W 1999 rozpoczął karierę piłkarską w OFK Beograd. Potem występował w serbskich klubach FK Mladost Lukićevo, OFK Mladenovac, FK Proleter Zrenjanin i FK Hajduk Kula. Na początku 2006 wyjechał do Ukrainy, gdzie po testach podpisał kontrakt z Krywbasem Krzywy Róg. Latem w związku z problemami finansowymi klubu przeszedł do Tawrii Symferopol. 28 lutego 2012 przeszedł do FK Ołeksandrija. 4 czerwca 2012 podpisał 3-letni kontrakt z Zorią Ługańsk. W maju 2018 zakończył karierę piłkarza.

## Sukcesy i odznaczenia

### Sukcesy klubowe
- zdobywca Pucharu Ukrainy: 2009/2010